# Micaria cyrnea
Micaria cyrnea är en spindelart som beskrevs av Brignoli 1983. Micaria cyrnea ingår i släktet Micaria och familjen plattbuksspindlar. Inga underarter finns listade i Catalogue of Life.